# Lubuk Kapundung
Lubuk Kapundung is een bestuurslaag in het regentschap Mandailing Natal van de provincie Noord-Sumatra, Indonesië. Lubuk Kapundung telt 747 inwoners (volkstelling 2010).